# إليك أكتون
إليك أكتون (بالإنجليزية: Alec Acton)‏ (12 نوفمبر 1938 في المملكة المتحدة - 1994 في المملكة المتحدة) هو لاعب كرة قدم بريطاني في مركز الدفاع. لعب مع ستوك سيتي وستوكبورت كونتي.